# سنوحي
| G39 · n | h · t | Aa40 | A1 |

| G39 · n | h · t | Aa40 | A1 |

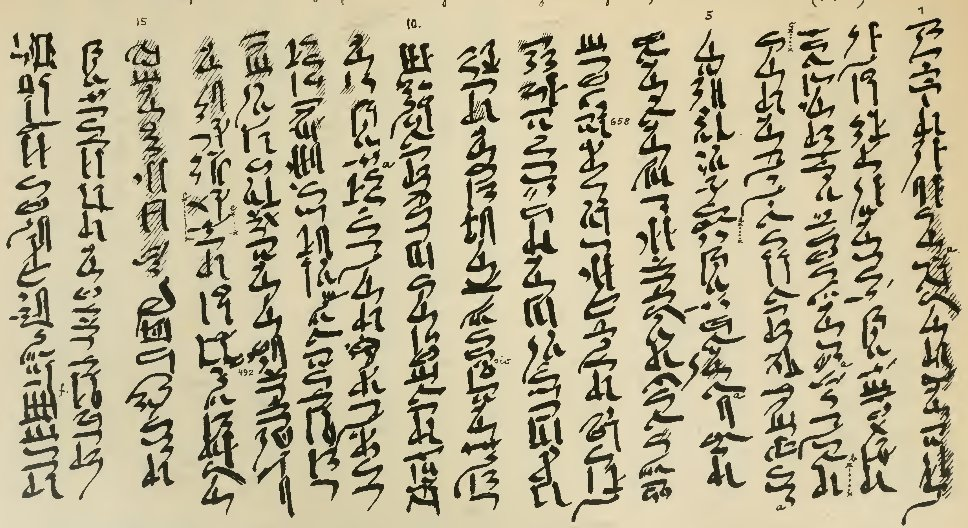
أول جزء من قصة سنوحي على ورق البردي، ويسمى المخطوط Papyrus Berlin 3022.

تعتبر قصة سنوحي (المعروفة أيضا باسم سا نهت) واحدة من أفضل أعمال الأدب المصري القديم. تروى القصة في أعقاب وفاة الفرعون أمنمحات الأول، مؤسس الأسرة الثانية عشرة، في أوائل القرن العشرين قبل الميلاد. وقد تألفت حوالي عام 1875 قبل الميلاد، على الرغم من أن أقدم مخطوطة موجودة تعود لعهد أمنمحات الثالث، حوالي سنة 1800 ق.م. هناك جدل مستمر بين علماء المصريات حول ما إذا كانت القصة مبنية على أحداث فعلية تتعلق بفرد يدعى سنوحي، إلا أن أغلبية الآراء ترجح أنها عمل خيالي. نظرًا للطبيعة العالمية للمواضيع التي تم طرحها في سنوحي، بما في ذلك العناية الإلهية والرحمة، فقد تم وصف مؤلفها المجهول بأنه «شكسبير المصري»، ويوجد لأفكاره نظائر في نصوص الكتاب المقدس. كانت شعبية العمل كبيرة ويشهد على ذلك وجود العديد من الأجزاء الباقية حتى الآن. يعتقد أن العمل كان مكتوبًا بصورة شعرية، وربما كان يتم إنشاده.

## ملخص القصة
يحكي سنوحي أنه كان خادمًا للملك أمنمحات الأول، كما يروي أن الملك أرسل حملة إلى التحنو، وهي قبائل ليبية، بقيادة ابنه سنوسرت الأول الذي استطاع هزيمة التحنو. وفي ذلك الوقت جاء أمناء من القصر الملكي إلى سنوسرت ليخبروه عن مؤامرة التي أدت إلى اغتيال أبيه، فعاد سنوسرت مسرعًا إلى القصر الملكي دون أن يُعلم الجيش بذلك، إلا أن سنوحي الذي كان معه في الحملة قد سمع المحادثة واستبد به الخوف، فقرر الهروب دون أن يذكر أية أسباب لذلك، ويصف سنوحي هروبه وسفره حتي أصابه الظمأ وظن أنه سيموت إلا أنه سمع صوت الماشية ورأى بدوًا قدموا إليه ماء، وأخذوه إلى قبيلتهم التي عاملته معاملة حسنة لينتقل سنوحي بعد ذلك من بلد إلى آخر حتى مكث عند أمير رتنو العليا ويدعي عاموننشي، ويحكي سنوحي أنه طمأنه، ووعده بمعاملته جيدًا.

فسر سنوحي ذلك؛ بأن عاموننشي كان يعلم بحكمته، وصفاته، كما أن المصريين الذين كانوا هناك شهدوا له بذلك. وسأله الأمير عن الأوضاع في مصر بعد وفاة الملك أمنمحات فأخبره أن سنوسرت الأول تولي الحكم، ويسترسل سنوحي واصفًا، ومادحًا للملك الجديد.

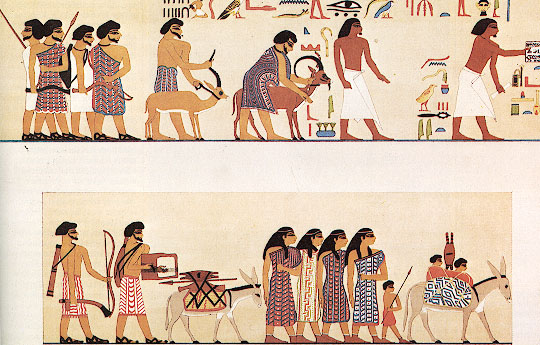
رسم يبين "أسيويين" يأتون للتجارة في مصر، من مقبرة "غنوم حتب الثاني".

يحكي سنوحي بعد ذلك عن المعاملة الحسنة التي تلقاها من قبل الأمير الذي زوجه كبرى بناته كما منحه أرضًا وافرة الخيرات، وأيضًا أعدادًا كبيرة من الماشية، كما يصف سنوحي حب الناس له حتي أصبح حاكمًا لقبيلة، ويحكي قدرته على كبح جماح المتمردين من رؤساء الصحاري؛ حتي جعله الأمير على رأس أولاده، وعندما كبر أبناء سنوحي أصبح كل منهم يحكم قبيلته، ويحكي سنوحي عن رجل قوي جاء ليبارزه ويسرق ممتلكاته، ويفسر سنوحي سلوكه بأنه على الأرجح كان حاقدًا عليه بسبب المكانة التي حظي بها. ويصف سنوحي استعداده للمبارزة، وعن اجتماع الناس من كل القبائل لمشاهدتها، واستطاع سنوحي قتل خصمه، وفرح الأمير بذلك وضمه إلى صدره.
يتحدث بعد ذلك سنوحي عن حنينه إلى وطنه مصر ورغبته في العودة إليها، وأن يدفن في ترابها، ويحكي سنوحي أن الملك سنوسرت قد علم بحاله وأصدر قرارًا بالعفو عنه والسماح له بالعودة إلى مصر، ويصف رحلة عودته إلى الوطن واستقبال الملك له، كما يصف مخاطبة الملك للملكة متعجبًا من أن سنوحي أصبح يبدو «كأسيوي من نسل أهل البدو»، واندهاش الملكة وأبناء الملك من تغير مظهره، قائلين: «حقًا كأنه ليس هو أيها الملك» ليرد الملك: «حقًا إنه هو».
ثم يتحدث سنوحي عن طمأنة الملك له، ويصف جمال المكان الذي أقام فيه في القصر الملكي، وحالة الرخاء التي عاشها هناك، وتحدث عن بناء مقبرة فخمة له، وعيشه متنعمًا بالكرم الملكي حتى وفاته.

## التفسير
أنتجت قصة سنوحي الكثير من الأعمال الأدبية التي تستكشف الموضوعات الواردة في العمل من وجهات نظر عديدة. تم تشبيه نطاق وتنوع هذه الأعمال بتحليل هاملت وأعمال أدبية أخرى بارزة. يناقش العلماء سبب فرار سنوحي من مصر، حيث ينسب الغالبية ذعره لتهديد محتمل. الحكاية مليئة بالتلميحات الرمزية. يُنظر إلى اسم سنوحي («ابن الجميز») على أنه يوفر رابطًا مهمًا في فهم القصة. الجميز هي شجرة حياة مصرية قديمة، مرتبطة بحتحور (إلهة الخصوبة والولادة وراعية البلدان الأجنبية)، والتي تظهر طوال القصة.
يقع سنوحي تحت المدار الواقي للقوى الإلهية، في شكل الملك أولاً، الذي يحاول الهروب منه، والملكة، وهي تمثل حتحور. عند الفرار من مصر، يعبر سنوحي ممرًا مائيًا مرتبطًا بالإلهة ماعت، وهي الإلهة المعبرة عن الحقيقة والنظام والعدالة، بالقرب من شجرة الجميز.
آمن المصريون القدماء بالإرادة الحرة، المضمنة في قانون ماعت، لكن هذا يسمح مع ذلك للنعمة الإلهية بالعمل داخل ومن خلال الفرد، ويمكن العثور على مثال للعناية الإلهية الشاملة في رحلة سنوحي وعودته إلى وطنه. لعدم قدرته على الهروب من مدار قوة الآلهة ورحمتها، يهتف سنوحي: «سواء كنتُ في محل الإقامة، أو كنت في هذا المكان، فأنت الذي يغطي هذه الأفق».
اقترح وجود موازاة بين السرد الكتابي ليوسف وقصة سنوحي. في ما يُنظر إليه على أنه عناية إلهية، يهرب سنوحي المصري إلى كنعان ويصبح من النخبة الحاكمة، ويحظى بزوجة وعائلة، قبل أن يتم لم شمله مع عائلته المصرية. في ما يُنظر إليه على أنه عناية إلهية، يُنقل يوسف الكنعاني إلى مصر حيث يصبح من النخبة الحاكمة أيضا، ويكتسب زوجة وعائلة، قبل أن يتم لم شمله مع عائلته الكنعانية. وقد استُمدت أوجه الشبه أيضاً من نصوص كتابية أخرى: رحلة النبي العبري يونان المحبط من مدار قوة الله تشبه هرب سنوحي المماثل من الملك. تشبه المعركة بين داود وجالوت معركته مع منافس عظيم، يذبحه بضربة واحدة، ويُشَبِّه مَثَل الابن الضال بعودته إلى وطنه.

## التأثير على الثقافة الحديثة
نشر نجيب محفوظ، الكاتب المصري الحائز على جائزة نوبل، في عام 1941 قصة بعنوان عودة سنوحي، وترجمها ريمون ستوك في عام 2003 إلى الإنجليزية باسم The Return of Sinuhe في مجموعة قصص قصيرة لمحفوظ بعنوان Voices from the Other World. وتستند القصة مباشرة على قصة سنوحي، على الرغم من إضافة تفاصيل عن رومانسية ثلاثية الحب لا تظهر في القصة الأصلية.
شكلت القصة أيضًا جزءًا من الإلهام لرواية المصري عام 1945 لـ ميكا فالتري، وفيلم هوليوود عام 1954 بنفس الاسم، وعلى الرغم من أن الأحداث تجري في عهد الأسرة الثامنة عشر وبالتحديد فترة حكم الفرعون أخناتون، إلا أن العمل يشمل شخصية بارزة تسمى سنوحي، والذي يفر من مصر في خزي، ويعود بعد أن حقق نجاحًا ماديًا وخلاصًا شخصيًا في بلاد أجنبية.
أشارت إليزابيث بيترز إلى القصة في روايتها The Falcon at the Portal.
ألف كاتب الأغاني والمغني الكوبي سيلفيو رودريغيز أغنية بعنوان "Sinuhe" (سنة 2003) المضمنة في ألبومه A Date with the Angels (بالإسبانية: Cita con los Angeles). استخدمت الكلمات شخصية سنوحي كمجاز للعظمة الفكرية السابقة للشرق الأوسط وتُصَوِّر على النقيض من الصراعات والحروب المعاصرة في المنطقة.

## روابط خارجية
- ترجمة للإنجليزية تتضمن تفاصيل عن مصادر للترجمة، والنص الأصلي بالهيراطيقية والكتابة الهيروغليفية.
- Oxford Life of Sinuhe هي قراءة القصيدة بأكملها لباربرا إيوينج.